# 安大略理工大学
安大略理工大学（英語：Ontario Tech University，缩写为OTU）是加拿大一所公立研究型大學，位于安大略省奥沙瓦。大学主校区位于奥沙瓦北部，占地约160公顷，附属校区位于奥沙瓦市中心。

## 历史
2002年，大学根据安大略省省议会的《2002年安大略理工学院大學法案》设立。起初学校名称为安大略理工学院大學（ University of Ontario Institute of Technology，UOIT），最初的十年里，学校建设了奥沙瓦北部主校区，2011年，在奥沙瓦市中心开设了第二个校区。
2019年3月，学校將通用名稱定为安大略理工大学。